# Ballistic Missile Defense

Missile Defense Agency (Agencja Obrony Antybalistycznej)

Ballistic Missile Defense (BMD) (System Obrony Antybalistycznej) – amerykański wielowarstwowy system obrony antybalistycznej w trakcie rozwoju, pomyślany przeciwko rakietowym pociskom balistycznym krótkiego (SRBM), średniego (MRBM), pośredniego (IRBM) oraz dalekiego (ICBM) zasięgu. Według zamierzeń Stanów Zjednoczonych oraz wynikających z dotychczasowego kształtu i planów systemu na przyszłość możliwości technicznych, BMD objąć ma ochroną antybalistyczną Amerykę Północną, terytorium europejskich członków NATO, Izrael, Koreę Południową oraz Japonię.
BMD jest systemem przewidzianym na wiele lat rozwoju, wykorzystującym wszystkie możliwe dziś do zastosowania technologie oraz rysujące się w tym zakresie perspektywy na przyszłość. Z założenia wielowarstwowy, wykorzystywać ma bazujące na lądzie i w morzu, aktualne i przyszłe środki zwalczania pocisków balistycznych zdolnych do przenoszenia broni masowej zagłady.

## Idea obrony antybalistycznej
Od momentu zakończenia prac nad bombą atomową w ramach projektu Manhattan, a zwłaszcza wobec wojskowo-politycznych efektów użycia bomby „A” nad terytorium Japonii w sierpniu 1945 roku, przy jednoczesnym braku tego rodzaju broni w arsenałach innych państw – Stany Zjednoczone czuły się bezpieczne. Owo poczucie bezpieczeństwa USA straciły 29 sierpnia 1949, po dokonaniu przez Związek Radziecki pierwszej próbnej eksplozji radzieckiej bomby atomowej.
Wobec trwającej właśnie zimnej wojny, stan zagrożenia w świadomości Amerykanów urósł wręcz do paranoiczno-histerycznych rozmiarów po 4 października 1957 roku, kiedy to Związek Radziecki wystrzelił na orbitę pierwszego sztucznego satelitę Ziemi – Sputnik 1, dowodząc tym samym, że terytorium USA jest w zasięgu uzbrojonych w głowice jądrowe radzieckich pocisków międzykontynentalnych. Na zbiorową wyobraźnię społeczeństwa amerykańskiego bardzo silnie oddziaływał fakt, że krążący nad głowami radziecki Sputnik, który wydaje z siebie jedynie krótki sygnał bip-bip, mógłby być uzbrojony w głowice nuklearne.
Dzięki rozwojowi technologii atomowych i rakietowych, a zwłaszcza liczby głowic jądrowych w posiadaniu każdej ze stron, w ciągu następnych lat wrogie sobie obozy polityczno-wojskowe rozwinęły doktrynę Wzajemnego Gwarantowanego Zniszczenia (ang. Mutual Assured Destruction – MAD) – przez blisko pięćdziesiąt lat skutecznie powstrzymującą przed dokonaniem pierwszego uderzenia jądrowego. Przez cały ten okres, zarówno w USA, jak i w ZSRR żywe były jednak idee wynalezienia środków obrony przeciwko uderzeniom rakietowo-jądrowym, zwłaszcza wobec podnoszących się głosów, że osiągnięta dzięki MAD równowaga strachu jest bardzo chwiejna i krucha, a przy spełnieniu pewnych warunków, możliwe jest wygranie wojny nuklearnej. Przeciwnicy MAD podnosili także, że w kwestiach tak istotnych jak życie całych narodów, nie można polegać na rzeczach tak zawodnych jak ludzki rozsądek czy chociażby zdrowie psychiczne, nie mówiąc już o ryzyku konfliktu jądrowego wywołanego przypadkiem, nieporozumieniem, czy chociażby ludzkim błędem. Obydwa państwa-liderzy NATO i Układu Warszawskiego, obok rozwoju broni rakietowej i nuklearnej rozwijały systemy antybalistyczne, które zostały ograniczone dopiero 26 maja 1972 r. na mocy Traktatu ABM (ang. Anti-Ballistic Missile Defense Treaty).
O niebezpodstawności takiego toku rozumowania, świadczy chociażby zdarzenie z 25 stycznia 1995 roku, kiedy już po zakończeniu zimnej wojny świat znalazł się bardzo blisko nuklearnej zagłady. Rosyjskie stacje radiolokacyjne namierzyły podejrzany obiekt startujący z okolic Norwegii. Obsługa baz radiolokacyjnych powiadomiła dowództwo o zbliżaniu się w kierunku granicy rosyjskiej niezidentyfikowanej rakiety. Po kilku minutach wiadomość ta dotarła do prezydenta Rosji Borysa Jelcyna. Uruchomiona została nuklearna teczka, a prezydent pośpiesznie konferował z doradcami. Na radarach wciąż poruszał się niezidentyfikowany obiekt. Zostały minuty do podjęcia ostatecznej decyzji o odpaleniu rakiet nuklearnych. Prawie w ostatniej chwili stacje radiolokacyjne poinformowały, iż tajemniczy obiekt nie leci w kierunku Rosji, a kieruje się gdzieś nad morze. Rosyjskie rakiety nie zostały wystrzelone. Po jakimś czasie okazało się, że obiekt ów był rakietą przenoszącą amerykańską sondę badawczą, która miała zbadać zorzę polarną. Informacja o planowanym wystrzeleniu tej sondy zostały przekazane Rosjanom, ale gdzieś zaginęła. Świat w ostatniej chwili uniknął przez nikogo niezawinionej katastrofy.
Około 40 lat temu organizacja Physicians for Social Responsibility opublikowała w New England Journal of Medicine opis skutków hipotetycznego wybuchu bomby termojądrowej o mocy 20 megaton w dużej aglomeracji miejskiej.
W wyniku eksplozji wielostopniowej bomby atomowej o mocy 20 MT, kula ognia (fireball) ogarnie obszar w odległości 3,2 km w każdym kierunku od punktu detonacji ground zero. W odległości do 6,4 kilometra, podmuch powietrza spowoduje skokowy wzrost ciśnienia do 4,53 kg na cm² zaś prędkość wiatru przekroczy 1040 km/h. Spowoduje to zdruzgotanie nawet ukrytych pod ziemia schronów przeciwbombowych. Na dystansie 26,6 km od miejsca detonacji, rozszerzająca się fala cieplna zdolna będzie do zapalenia wszystkich palnych materiałów na swej drodze – domów, ubrań, roślin, paliw itp., wzniecając setki tysięcy pożarów, zaś siła wiatru na tym obszarze przekroczy prędkość 160 km/h, co zamieni pożary w ogromną burzę ogniową i rozniesie ja na odległość 48 km, o łącznym obszarze 1280 km². Szacunki ofiar w ludziach dla 2,8-milionowej strefy metropolitalnej wielkości San Diego wynoszą ok. 1 miliona zabitych osób w ciągu kilku minut i 500 tys. rannych od uderzeń niesionych wiatrem płonących szczątków, ciężko poparzonych, z utrata słuchu, wzroku, czy też spowodowanym olbrzymim ciśnieniem powietrza pęknięciem płuc.
W trakcie zimnej wojny, doktryna wzajemnego gwarantowanego zniszczenia (MAD) miała zapobiegać wzajemnemu atakowi Związku Radzieckiego i Stanów Zjednoczonych. Koncepcja ta oparta była na założeniu racjonalności i odpowiedzialności przywódców, którzy własnym atakiem nie sprowokują niewyobrażalnych strat, a być może nawet zagłady własnego narodu. Wraz jednak z końcem zimnej wojny i upadkiem żelaznej kurtyny, sytuacja zmieniła się w ten sposób, iż 8 kolejnych państw dokonało już prób atomowych, a nad opracowaniem tego typu broni pracuje już co najmniej 25 kolejnych krajów. Wraz ze wzrastającą dostępnością broni jądrowej zasada racjonalności stopniowo traci swój walor uwiarygadniający potencjalnego przeciwnika, gdyż w większej grupie istnieje też większe ryzyko nieobliczalności przywódców. Nie bez znaczenia też jest fakt, iż MAD de facto zezwala państwom silniejszym dokonać konwencjonalnego ataku na państwa mniejsze – wobec pewności, iż nie chcąc ryzykować starcia jądrowego, państwo równie silne nie włączy się do konfliktu konwencjonalnego w obronie słabszego.

## Historyczne programy obrony antybalistycznej
Zasadniczo, rozwój amerykańskiego systemu obrony antybalistycznej, podzielić można na kilka podstawowych etapów, przy czym koniec któregokolwiek nie przerywa prac nad systemami balistycznymi w całości, lecz przynajmniej w bardzo okrojonej, kadłubowej formie badania naukowe i konstrukcyjne są kontynuowane, aż do oficjalnego ogłoszenia nowego programu:

### Sentinel

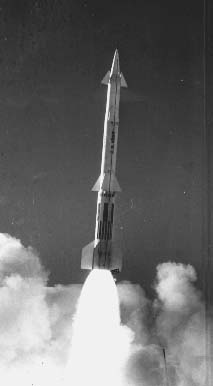
Pocisk Nike-Zeus z głowicą atomową

Wywołany efektem psychologicznym radzieckiego Sputnika pierwszy program antybalistyczny oparty na pociskach rakietowych Nike-Zeus. Opracowano wówczas system rakiet dalekiego zasięgu Nike-Zeus, zdolnych w założeniu niszczyć nadlatujące nad Stany Zjednoczone radzieckie pociski balistyczne dalekiego zasięgu ICBM, które dzięki wyposażeniu ich w głowice atomowe stawiać miały na drodze ICBM zaporę ogniową (ang. firewall) w stratosferze. Program Nike-Zeus z jednej strony, spotkał się ze – skądinąd słusznymi w owym czasie – tezami prezydenta Johna F. Kennedy’ego z drugiej, o amerykańskim zapóźnieniu w technologiach rakietowych (missile gap). W 1966 r. opracowano program Sentinel przewidujący rozmieszczenie systemów antybalistycznych w pobliżu wielkich miast. Powstać miało dwadzieścia pięć baz pocisków zaopatrzonych w pociski z głowicą nuklearną, zdolne niszczyć wrogie pociski ICBM w górnych warstwach atmosfery. Wbrew oczekiwaniom jednak, reakcja ludności na tego rodzaju program była skrajnie negatywna. Większość społeczeństwa nie wyobrażała sobie bowiem życia w bezpośrednim sąsiedztwie baz pocisków z głowicami nuklearnymi. Spowodowało to istotna modyfikację założeń systemu antybalistycznego i wprowadzenie systemu Safeguard.

### Safeguard
W związku z brakiem zgody społecznej na instalacje baz systemu Nike-Zeus w pobliżu wielkich miast, zdecydowano się na zmianę strategicznego celu obrony, roztaczając ochronę nad bazami amerykańskich rakiet ICBM za pomocą systemu Safeguard.

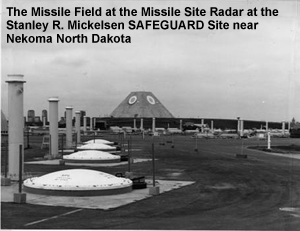
Pole rakietowe systemu Safeguard w Nekoma w Dakocie Północnej, w tle widoczny radar

Ten dwuwarstwowy system oparty na rakietach dalekiego zasięgu Spartan oraz krótkiego – Sprint, zainstalowano w Nekoma w Dakocie Północnej, z odrębnym radarem dalekiego zasięgu w pobliżu Cavalier w tym samym stanie. Był to jedyny działający system antybalistyczny który kiedykolwiek zainstalowano na terytorium USA. Jego zadaniem była ochrona silosów pocisków ICBM Minuteman w pobliżu Grand Forks w Dakocie Północnej – podobnie jak system Nike-Zeus – za pomocą głowic nuklearnych. W związku z wysokimi kosztami oraz podkopaniem kondycji finansowej USA przez tocząca się właśnie wojnę wietnamską system ten działał zaledwie kilka miesięcy. W tym samym czasie, w ZSRR żadne reakcje społeczeństwa nie przeszkadzały budowie silosów i instalacji wokół Moskwy w ramach moskiewskiego systemu ABM.
Rozpoczęte w 1969 roku rozmowy SALT (ang. Strategic Arms Limitation Talks) doprowadzają w końcu do zawarcia w 1972 r. układu ABM ograniczającego rozwój broni antybalistycznych oraz limitującego liczbę baz pocisków antyrakietowych do dwóch. „...Ale, podczas gdy Amerykanie rezygnują w 1976 r. ze swojego programu ze względów podyktowanych polityką wewnętrzną, stanem budżetu i niską techniczną skutecznością systemu, instalacje rozmieszczone wokół Moskwy, choć niezbyt sprawne, nadal funkcjonują. Pierwszy antyrakietowy wyścig kończy się zatem porażką Stanów Zjednoczonych. Amerykański sekretarz obrony, który musi podjąć decyzję o anulowaniu programu „Safeguard”, to młody Donald Rumsfeld. Od tej pory zadania ofensywne, w tym ulepszanie pocisków międzykontynentalnych, ze zrozumiałych względów odsuwają zadania defensywne na dalszy plan. Uśpienie projektu obrony rakietowej potrwa jednak tylko do 23 marca 1983 r...”

### Strategic Defense Initiative

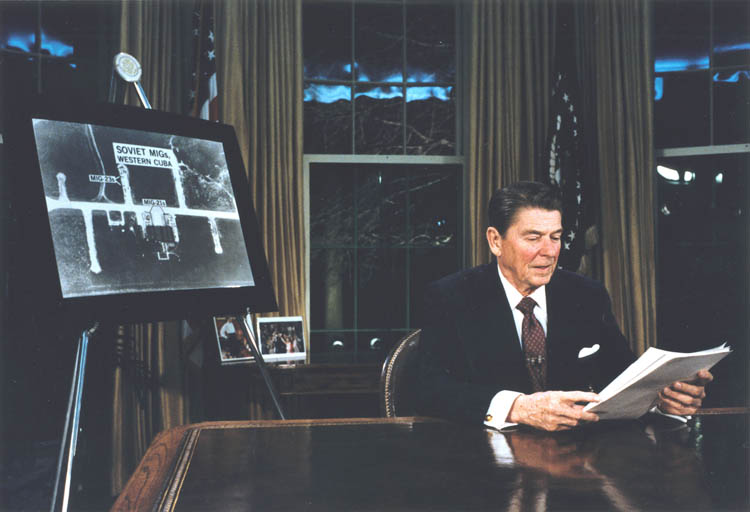
23 marca 1983 r., prezydent Ronald Reagan wygłasza telewizyjne Orędzie do Narodu

Przez następne lata, Armia Stanów Zjednoczonych podejmowała wysiłki zmierzające do skonstruowania systemu antybalistycznego, który obyłby się bez konieczności stosowania głowic jądrowych nad własnym terytorium, jednakże bez efektu. W tym czasie Związek Radziecki intensywnie rozwijał ofensywne bronie balistyczne, w tym typu ICBM. Doszło wręcz do tego, że wielu analityków twierdziło iż ZSRR posiada tak znaczną przewagę w ofensywnych broniach jądrowych nad USA, że byłby w stanie pokusić się o zadanie pierwszego atomowego ciosu, z tak obezwładniająca siłą, że Stanom Zjednoczonym nie wystarczyłoby środków na skuteczna odpowiedź. Oznaczało to możliwość rozpoczęcia wojny nuklearnej z szansami na jej przetrwanie. Ta groźba stanowiła podstawę do działań podjętych przez Kolegium Połączonych Szefów Sztabów, które w 1983 r. przekonało Prezydenta Reagana do położenia silnego nacisku na stworzenie strategicznego systemu obrony rakietowej.
23 marca 1983 roku Prezydent Reagan występując z telewizyjnym Orędziem do Narodu ogłosił rozpoczęcie prac nad strategicznym systemem antybalistycznym, mającym chronić USA przed zmasowanym uderzeniem jądrowym ze strony ZSRR. W przemówieniu zawarł też retoryczne pytanie, które wstrząsnęło Ameryką Czyż nie byłoby lepiej ratować życie ludzi, zamiast mścić ich śmierć? Po przystąpieniu do prac nad systemem, ustalono, że będzie nosił nazwę Inicjatywa Obrony Strategicznej (Strategic Defense Initiative – SDI) i składać się będzie z następujących elementów:
- Space-based interceptors (SBI) – kosmicznych środków antybalistycznych
- Ground-based interceptors (GBI) – naziemnych środków przechwytywania i niszczenia pocisków balistycznych;
- Ground-based sensors (GBS) – zespołu naziemnych środków wykrywania;
- Space-based sensors (SBS) – środków wykrywania bazujących w przestrzeni kosmicznej;
- Battle management system (BMS) – systemu zarządzania polem walki.

Ten kompleksowy, wielowarstwowy system zmierzał do zapewnienia zwalczania wrogich pocisków balistycznych na każdym etapie ich lotu, był przy tym bardzo elastyczny, pozwalając na jego modyfikacje. I tak, już wkrótce cały skomplikowany zestaw broni laserowych bazowania kosmicznego (SBI), zastąpiono koncepcją „Brilliant Pebbles” – Inteligentnych Kamyków – czyli niewielkich niewybuchowych pocisków przenoszonych przez wielką liczbę małych satelitów okrążających glob z różnymi prędkościami i po różnych orbitach, wystrzeliwujących je w kierunku nadlatujących rakiet i głowic przeciwnika w celu zniszczenia ich energią kinetyczną samego zderzenia.

### GPALS
W związku ze zmianą sytuacji politycznej na świecie w roku 1989, w roku 1991 prezydent George H.W. Bush zmienił SDI na program Globalnej Obrony przed Ograniczonym Atakiem Rakietowym (Global Protection Against Limited Strikes – GPALS). System ten składał się z 3 elementów:
- National Missile Defense (NMD) – Narodowej Obrony Rakietowej;
- Theatre Missile Defense (TMD) – Obrony Rakietowej Obszaru;
- Global Missile Defense (GMD) – kosmiczny system Globalnej Obrony Rakietowej.

Zadaniem GPALS była ochrona sił zbrojnych USA (zarówno kraju, jak i zagranicą). 13 maja 1993 r. nazwa programu GPALS została zmieniona na National Missile Defense (NMD), a następnie na Ballistic Missile Defense (BMD) co oficjalnie oznaczało m.in. koniec ery wyścigu zbrojeń.
Program GPALS spotkał się z bardzo silnym poparciem państw europejskich, do tego stopnia, iż postanowiły one rozpocząć, zakończony niepowodzeniem, własny program antybalistyczny o nazwie E-PALS (European Protection Against Limited Strikes)

## Założenia systemu BMD
Program Ballistic Missile Defense powstał na podstawie:
- Ustawy o „Narodowej Obronie Antyrakietowej” (National Missile Defense Act) z 1999 r.
- Dyrektywy Prezydenta USA o narodowej polityce obrony antyrakietowej (National Security Presidential Directive (NSPD)-23) z 19 grudnia 2002 r.
- Narodowej Strategii Obronnej USA (The National Defense Strategy of USA) z marca 2005 r.

Przyczyną kolejnej zmiany amerykańskiej strategii antybalistycznej była zmieniająca się sytuacja geopolityczna na świecie oraz coraz bardziej masowa proliferacja broni jądrowej i technologii rakiet balistycznych. Po rozpadzie ZSRR przestał istnieć dwubiegunowy świat determinujący rozwój technologii antybalistycznych przez poprzednie 50 lat. Na plan dalszy odeszła jądrowa rywalizacja dwóch supermocarstw, większego znaczenia nabrała natomiast kwestia dysponowania bronią jądrową i balistycznymi środkami jej przenoszenia przez państwa trzecie, o mniej przewidywalnym niż dotychczasowe mocarstwa atomowe charakterze, a po 11 września 2001 r. także teoretyczna przynajmniej możliwość wejścia w posiadanie takich broni przez którąś z organizacji terrorystycznych. Zmiana charakteru przeciwnika, spowodowała powrót do idei obrony antybalistycznej na największą od czasów SDI skalę i wypowiedzenie w przewidzianym umową trybie Traktatu ABM.

### Obrona wielowarstwowa
Koncepcja obrony wielowarstwowej ma swe początki w latach 60. XX wieku, bardziej systemowo opracowana została zaś w latach 80., kiedy to założono rozmieszczenie wielu różnych systemów rakietowych, każdy przeznaczony do zwalczania atakujących pocisków balistycznych lub głowic w innej fazie ich lotu. Plusem tej koncepcji było wiele możliwości przechwytywania tego samego celu co znacząco zwiększało szanse na jego zniszczenie. Obrona w każdej warstwie jest w stanie atakować pocisk zupełnie niezależnie, „przeżywalność” zaś pocisku balistycznego lub głowicy jest iloczynem jej przeżywalności w każdej warstwie z osobna.
Prowadzi to do wniosku, że trzywarstwowa obrona teoretycznie może pozwolić na przedarcie się przez cały system naprawdę niewielu pociskom balistycznym. Sceptycy natomiast twierdzą, iż brak jest dowodów empirycznych iż system jest w stanie powstrzymać dużo więcej niż 30% pocisków. Co więcej, system ma tę słabość, że warstwy nie są statystycznie niezależne od siebie z co najmniej dwóch powodów:
- Każdy atakujący pocisk balistyczny lub głowica musi pokonać każdą z trzech warstw w ustalonej kolejności, wobec tego skuteczność obrony w każdej warstwie będzie miała wpływ na skuteczność obrony w warstwie kolejnej. Jeśli pierwsza warstwa przepuści pocisk balistyczny, to kolejna warstwa obrony będzie miała do czynienia z o jednym celem więcej. Jeśli jeden pocisk uniknie przechwycenia w danej warstwie, może to oznaczać, że okoliczności będą sprzyjające także dla następnego, w kolejnej zaś warstwie zwalczanie celów będzie jeszcze trudniejsze, wobec zwiększenia ich trudności co może implikować narastanie nieszczelności w poszczególnych warstwach. Prowadzi to do swoistego efektu domina, narastającej lawiny zdarzeń skutkującej tym, że w ostatniej fazie obrony – w obronie terminalnej, w której oczekujemy np. 10 pocisków, a wiec musieliśmy przygotować ją na zwalczanie 20, przychodzi nam zwalczać pocisków 30. Krótko mówiąc, niepowodzenie we wczesnych fazach obrony może powodować załamanie się całego systemu.
- W celu przetestowania obrony warstwowej w realistycznych warunkach system musi niemal symultanicznie przechwycić głowice w każdej z możliwych warstw.

Generalnie, krytycy konkludują, iż wydajność całego systemu może nie być lepsza niż wydajność obrony w warstwie o najwyższej wydajności, a i to tylko wówczas, jeśli ta warstwa nie zostanie zbyt intensywnie nasycona obiektami które przedarły się przez wcześniejsze warstwy obrony – pociskami, głowicami i środkami penetration aid. Zwolennicy systemu generalnie zgadzają się z tymi argumentami, jednakże twierdzą iż te zagadnienia i trudności mogą zostać pokonane na drodze rozwoju technologii i architektury systemu w trakcie jego dalszego rozwoju.
Wymagania skutecznej obrony warstw
W celu zapewnienie skutecznej obrony warstwowej, w każdej z osobna warstwie musi być wykonany zespół zadań:
- obserwacja i zdobycie informacji – podstawowym warunkiem skutecznej obrony wielowarstwowej jest odpowiednio szybkie wykrycie ataku, określenie liczby i prawdopodobnych celów atakujących pocisków.
- rozpoznanie celów i urządzeń mylących (Penetration Aids) – kolejnym krokiem jest określenie co w przestrzeni kosmicznej stanowi pociski i głowice bojowe, a więc cele, co zaś niegroźne atrapy, balony i pozostałości stopni napędowych pocisku balistycznego
- wycelowanie i śledzenie – cele muszą być także śledzone z dokładnością wymaganą przez środki ich zwalczania, pochodzące zaś stąd informacje, muszą być w czasie rzeczywistym przekazywane środkom obronnym
- zniszczenie celu – środki obronne muszą dostarczyć do celu wystarczająca ilość energii; wystarczająco gwałtownie, aby cel uległ zniszczeniu
- ocena zniszczeń – cele, które zostały z sukcesem zniszczone, muszą być ponownie zidentyfikowane i odróżnione od tych, które zniszczone nie zostały; dodatkowo, jeśli możliwe jest stwierdzenie dlaczego stanowiąca uprzednio cel głowica nie została zniszczona (na przykład przez nieprawidłowe wycelowanie), informacja ta może zostać użyta kolejnych atakach.

Wszystkie powyższe zadania wymagają zarówno informacji, jak i energii. Informacje uzyskiwane są z różnego rodzaju sensorów zbierających sygnały, sygnałów emitowanych lub odbitych od celów. Kiedy informacje o celach zostaną zebrane i przetworzone, a cele zidentyfikowane, całość informacji musi być przydzielona do właściwych środków zwalczania. Energia zebrana w środkach bojowych musi być następnie przemieniona w formę, w której może być dostarczona do celu w ilości i gwałtowności wystarczającej do jego zniszczenia. Temu celowi służą środki bezpośrednio emitujące energię oraz bronie kinetyczne.
BMD jest systemem składającym się z 3 warstw – kolejno po sobie następujących faz zwalczania pocisków balistycznych:

### Boost Phase Defense
Faza niszczenia pocisków balistycznych przed ich wystrzelaniem (na wyrzutni) oraz po starcie – do momentu oddzielenia się głowicy bojowej od członów napędowych, bądź zaprzestania pracy napędu nierozdzielających się pocisków jednostopniowych. Dla nowoczesnych pocisków ICBM, faza ta trwa ok. 180 sekund, dla pocisków zbudowanych według nieco starszych technologii maksymalnie do 5 minut. W trakcie tej fazy lotu, gorące gazy wydobywające się z dysz pocisku balistycznego tworzą silny i bardzo łatwy do detekcji sygnał w podczerwieni, umożliwiający nawet określenie rodzaju i typu pocisku.
Zniszczenie pocisku balistycznego w tej fazie jest stosunkowo proste, ponieważ uszkodzenie silnika napędowego pocisku w praktyce rozwiązuje problem. Z racji jednak bardzo krótkiego czasu trwania tej fazy, skuteczne zniszczenie silników jest też jednak bardzo trudne. W czasie ich pracy (180 do 350 sekund) system obronny musi wykryć odpalenie pocisku, nabrać pewności iż odpalenie pocisku jest początkiem ataku balistycznego, zdecydować o podjęciu działań zmierzających do przechwycenia i zlokalizować zdolne do przechwycenia środki bojowe systemu. Długość czasu niezbędnego do zakończenia tych działań uzależniona jest od stopnia zautomatyzowania systemu oraz szybkości podejmowania decyzji. W szczególności ma to znaczenie wobec faktu, że zasadniczo będzie to wymagało udziału człowieka. W wypadku ataku balistycznego przeprowadzanego z obszarów wielkich terytorialnie państw, obrona przed atakiem przeprowadzanym z wyrzutni umieszczonych w głębi lądu może się okazać w ogóle niemożliwa, gdyż środki obronne systemu – nawet pomimo wielkich prędkości cechujących antybalistyczne pociski rakietowe tej fazy – mogą nie być w stanie dosięgnąć pocisku balistycznego przed zakończeniem fazy napędowej jego lotu. Każdy nie zniszczony w fazie startowej pocisk balistyczny, po przejściu do fazy środkowej (midcourse) stanie się ostatecznie „chmurą” nawet setek obiektów, które – każde z osobna – będą musiały być rozpoznane i śledzone w środkowej warstwie obrony antybalistycznej.
Zwalczanie pocisków na wyrzutniach
Pierwszym elementem tej warstwy obrony, jest niszczenie pocisków balistycznych w, i na wyrzutniach – przed ich odpaleniem. Siły zbrojne Stanów Zjednoczonych dysponowały w lutym 2008 środkami w ograniczonym jedynie zakresie skutecznymi, znajdujące się bowiem na wyposażeniu okrętów US Navy pociski typu cruise missile BGM-109 Tomahawk nie dają gwarancji dotarcia na miejsce wystrzelenia pocisku balistycznego w odpowiednim czasie, zaś program pocisku SM-4 LASM został anulowany z powodu niezadowalających możliwości. Duże nadzieje wiąże się w związku z tym z hipersonicznymi pociskami manewrującymi nowej generacji, zwłaszcza zaś z przyszłymi pociskami Falcon HCV (Hypersonic Cruise Missile).
Zwalczanie pocisków balistycznych w locie
Publicznie znane są (2008), w tym zakresie, dwa planowane środki zwalczania pocisków balistycznych:
- Airborne Laser, czyli znajdujące się na pokładzie zmodyfikowanego samolotu typu Boeing 747 urządzenie emitujące silną wiązkę światła lasera chemicznego w kierunku rakiety balistycznej;
- Kinetic Energy Interceptor (KEI) – kinetyczne pociski antybalistyczne startujące z wyrzutni morskich na przyszłych okrętach Aegis BMD typu CG(X), a także z naziemnych wyrzutni samochodowych.

Prowadzone są również badania i próby przechwytywania pocisków balistycznych w tej fazie, za pomocą przenoszonych przez samoloty wielozadaniowe pocisków powietrze-powietrze średniego zasięgu AIM-120 AMRAAM.

### Midcourse Phase Defense
Po odpaleniu, większość czasu głowica balistyczna spędza w środkowej fazie lotu – pomiędzy uwolnieniem jej przez rakietę nośną a ponownym wejściem w gęste warstwy atmosfery. Pociski ICBM spędzają 20 minut w tej fazie lotu, natomiast morskie pociski dalekiego zasięgu SLBM lecą znacznie krócej. W tej fazie obrona posiada znacznie więcej czasu na przechwycenie niż w fazie startowej, ma jednak również znacznie więcej do zrobienia. Przed przechwyceniem celu, niezbędne jest rozpoznanie wszystkich obiektów uwolnionych przez nosiciela, w tym obok głowic bojowych, także głowic fałszywych, balonów i szczątków rakiety. Nieprawidłowe rozpoznanie skutkować może strzałem do obiektu nie będącego śmiertelną głowicą. Do zniszczenia 10 głowic MIRV przenoszonych przez pociski balistyczne SS-18 w fazie startowej, obrona potrzebuje jedynie znaleźć i zestrzelić przyśpieszająca rakietę nośną. W celu zniszczenia natomiast tych samych dziesięciu głowic bojowych w fazie środkowej lotu balistycznego, niezbędne jest już dokonanie selekcji spośród nawet setek lecących w stratosferze obiektów. W razie zmasowanego ataku balistycznego liczba stanowiących cele głowic i innych obiektów będzie tysiące razy większa, jednakże system obronny posiada w tej fazie znaczny potencjał selekcji celów, związany z faktem iż określenie celu ku jakiemu zmierza głowica balistyczna nie stanowi w tej fazie jej lotu problemu.
W systemie BMD, obecnie przewiduje się wykorzystanie 3 środków obronnych:
- pocisków rakietowych Ground Based Interceptor (GBI), rozmieszczonych w sieci baz lądowych i stanowiących podstawowy element Ground-Based Midcourse Defense (GMD), czyli naziemnego systemu obrony antybalistycznej w środkowej fazie lotu; utworzenie jednej z takich baz w Polsce jest przedmiotem rozmów pomiędzy rządami Polski i Stanów Zjednoczonych
- pocisków rakietowych serii Standard Missile 3 bazujących na okrętach Aegis BMD, w ramach morskiego teatru obrony antybalistycznej Navy Theater Wide
- pocisków antybalistycznych Kinetic Energy Interceptor (KEI), również bazujących na okrętach Aegis BMD, lecz także na platformach samochodowych.

### Terminal Phase Defense
Zadaniem systemów obronnych tej fazy jest niszczenie wrogich rakiet balistycznych od momentu ich przechodzenia ze środkowej do końcowej fazy lotu balistycznego – aż po najniższe wysokości, dostępne dla rakiet o najkrótszym zasięgu. Bateria tego systemu w założeniu chronić ma wybrane punkty obszaru, np. jednostkę wojskową, zgrupowanie wojsk, zespół floty, miasto, czy małe państwo
1. Upper tier – wyższa terminalna, obrona realizowana w termosferze do wysokości 150 km
  - Terminal High Altitude Area Defense (THAAD)
2. Lower tier – terminalna, na niższym pułapie
  - Patriot PAC-3
  - Medium Extended Air Defence System (MEADS) – wspólne przedsięwzięcie amerykańsko-włosko-niemieckie, oparte na systemie rakietowym Patriot PAC-3 Configuration 3
  - Chetz-2 – wspólne przedsięwzięcie USA oraz Izraela.

### Navy Theater Wide
Navy Theater Wide (NTW), system teatru działań Marynarki Wojennej ma charakter szczególny. Jego zadaniem ma być zwalczanie pocisków balistycznych w każdej z faz ich lotu, we wszystkich warstwach obrony, za pomocą znajdujących się na wyposażeniu okrętów Aegis BMD systemów antybalistycznych rodziny SM-3 oraz pocisków Kinetic Energy Interceptor, a w dalszej przyszłości także Falcon HCV.

## Rozwój programu

### Sposób rozwoju programu
Zgodnie z dyrektywą prezydenta USA o narodowej polityce obrony antyrakietowej, do rozwoju programu należy skierować wszystkie siły kraju i dostępne środki oraz nowo pojawiające się technologie, już po osiągnięciu przez nie choćby wstępnej funkcjonalności. Było to wyrazem obaw administracji o nieprzewidywalność sytuacji międzynarodowej i możliwych w przyszłości zdarzeń. Ma to szczególne znaczenie, w świetle faktu że prace nad tą dyrektywa zostały rozpoczęte niedługo po zamachach terrorystycznych na Stany Zjednoczone 11 września 2001 r. W konsekwencji tak postawionego przez prezydenta wymagania, kierująca całością programu agencja Departamentu Obrony USA Missile Defense Agency (MDA), wyznaczyła już na rok 2004 termin dyslokacji pierwszych pocisków antybalistycznych Ground Based Interceptor (GBI), w bazach sił powietrznych Vandenberg AFB w Kalifornii oraz Fort Greely na Alasce. Termin ten, bardzo silnie zresztą wspierany przez prezydenta w związku z przewidzianymi na rok 2004 wyborami prezydenckimi w USA, został dotrzymany i bazy w Kalifornii oraz na Alasce stały się pierwszymi po likwidacji programu Safeguard miejscami instalacji amerykańskiego systemu antybalistycznego.

### Prace badawcze
W realizacji tak szeroko zakrojonego programu militarnego, uczestniczą wszystkie gałęzie amerykańskiej gospodarki i instytuty naukowe z najsłynniejszymi w tym zakresie Sandia National Laboratories, Los Alamos National Laboratory, Lawrence Livermore National Laboratory i Massachusetts Institute of Technology (MIT), w tym wszystkie największe amerykańskie koncerny zbrojeniowe: Boeing, Lockheed Martin, Northrop Grumman, Raytheon, Pratt & Whitney, General Electric, czy General Dynamics i ich laboratoria. Większość prac naukowo-badawczych oraz konstrukcyjnych prowadzonych jest jednocześnie przez wiele przedsiębiorstw, przy czym jeden z największych koncernów – w drodze konkursu – otrzymuje do wypełnienia rolę głównego wykonawcy (general contractor).

### Testy systemów
Każdy z kolejno opracowywanych systemów poddawany jest dwóm rodzajom testów:
- testom rozwojowym (developmental tests) – z udziałem przedstawicieli producentów i innych osób cywilnych, w warunkach niekoniecznie odzwierciedlających prawdziwe warunki bojowe. Ich zadaniem jest sprawdzenie samego funkcjonowania systemu z czysto technicznego punktu widzenia, na przykład prędkości czy manewrowości, oraz ewentualne cele o charakterze czysto badawczo-konstrukcyjnym;
- testom operacyjnym (operational tests), przeprowadzanym wyłącznie przez wojsko, bez udziału przedstawicieli producentów, w warunkach teoretycznie maksymalnie zbliżonych do prawdziwych warunków bojowych w jakich przyjdzie działać testowanemu systemowi. Celem tego rodzaju testów jest sprawdzanie wartości bojowej systemów i ewentualnie uzyskanie przez MDA informacji stanowiących podstawę wniosków, ocen i analiz dla producentów sprzętu.

Testy nie są przy tym przeprowadzane z góry określoną ilość razy. Jak wspomniano wyżej, nowe technologie kierowane są do wojska już po uzyskaniu przez nie choćby wstępnej funkcjonalności, de facto niejednokrotnie w formie funkcjonującego prototypu, stąd też konieczny jest ciągły rozwój tych technologii i ich udoskonalanie, a więc m.in. kolejne testy.